# Seisaku Nakamura
Seisaku Nakamura (Japans: 中村 誠策, Nakamura Seisaku) (Prefectuur Shizuoka, 1924 - 1943) was een Japanse seriemoordenaar die tussen 1941 en 1942 ten minste negen mensen doodstak in de prefectuur Shizuoka. Vanwege een aangeboren doofheid kreeg Nakamura de bijnaam Dove Hamamatsumoordenaar. Na zijn arrestatie werd hij veroordeeld tot de doodstraf door ophanging.
Nakamura pleegde zijn eerste twee moorden - los van de negen Hamamatsumoorden - toen hij veertien jaar oud was, bekende hij na zijn arrestatie. Hij was al jong geobsedeerd door gewelddadige films waarin steekwapens de boventoon voerden. Onder zijn slachtoffers was onder meer zijn eigen broer. Op 12 oktober 1942 werd Nakamura opgepakt en niet lang daarna geëxecuteerd.